# Maria Pilar Gil
Maria Pilar Gil (Badalona, 17 de novembre de 1967) és una científica i escriptora badalonina en llengua catalana.
Doctora en ciències químiques per la Universitat de Barcelona, Gil va ampliar els seus estudis als Estats Units. Ha escrit Créixer amb Poe (Premi Joaquim Ruyra de narrativa juvenil de 2007) i Brahe i Kepler. El misteri d'una mort inesperada (2011), així com altres contes infantils inspirats en personatges històrics. Actualment resideix a Escòcia.